# Dialdehyde
Die Dialdehyde sind Verbindungen, die zwei Aldehydgruppen enthalten.

## Aliphatische Dialdehyde
- Glyoxal (Ethandial)
- Malondialdehyd (Propandial)
- Succinaldehyd (Butandial)
- Glutardialdehyd (Pentandial)
- Adipaldehyd (Hexandial)

Die von Alkanen abgeleitete Stoffgruppe heißt Alkandiale.

## Aromatische Dialdehyde
- Benzoldicarbaldehyde
- Gossypol
- Pyridin-2,3-dialdehyd